# Горпинчук В'ячеслав Володимирович
Горпинчук В'ячеслав Володимирович — єпископ Української Лютеранської Церкви.

## Біографія
Народився 4 лютого 1966 року у с. Томахів, Гощанського р-ну, Рівненської обл.
Батьки: Горпинчук Володимир Захарович (†), Горпинчук Катерина Степанівна (†).
- У 1972 році зарахований на навчання у 1 кл. у Томахівську восьмирічну школу. Пізніше, через неукомплектованість класу, переведений на навчання у Горбаківську восьмирічну школу, де продовжив своє навчання до 1980 року. Продовжив навчання у Бабинській середній школі (9 і 10 кл.) і успішно завершив навчання у 1982 році.
- 1982–1989 — навчався на факультеті іноземних мов Луцького Держуніверситету;
- 1984–1986 — служив у Збройних Силах Радянської Армії (Львівська обл., Хирівська десантно-штурмова бригада).
- 1989–1991 працював учителем англійської мови у Горбаківській восьмирічній школі, заступником директора школи.
- 1991–1993 — старший викладач Тернопільської Академії Народного Господарства.
- 1993–1996 — аспірант Львівського Держуніверситету.
- 1999 — завершив навчання в Українській Лютеранській Богословській Семінарії Святої Софії (Тернопіль); магістр богослов'я.
- 25-27 серпня 2000 р. обраний Єпископом Української Лютеранської Церкви на Соборі в Києві.
- 21 травня 2004 року Єпископу Горпинчуку В. В. надали звання Доктора Богослов'я. Урочиста церемонія проходила у Семінарії «Конкордія» (Форт-Вейн, штат Індіана, США \ CONCORDIA Theological Seminary, Fort Wayne, Indiana).

## Сім'я
- Дружина Горпинчук (до шлюбу Солімчук) Анжела Богданівна (24.06.1970 р.н)

Діти:
1. Горпинчук Катерина В'ячеславівна (26.06.1990 р. н.)
2. Горпинчук Владислав В'ячеславович (10.02.1994 р. н.)
3. Горпинчук Ярослав В'ячеславович (21.02.2000 р. н.)
4. Горпинчук Святослав В'ячеславович(31.12.2002 р. н.)

## Релігійна та інша діяльність
Горпинчук В'ячеслав Володимирович є:
- Єпископом Української Лютеранської Церкви;
- пастирем громади «Воскресіння» у м. Києві;
- головним редактором часопису УЛЦ «Стяг»;
- віцепрезидент фундації «Лютеранська спадщина» (Lutheran Heritage Foundation);
- представником України у редакції «GOOD NEWS», редактором і перекладачем україномовної версії цього видання «Добра звістка»;
- професором Української Лютеранської Богословської Семінарії Святої Софії (м. Тернопіль);
- членом правління Українського Біблійного Товариства;
- членом Всеукраїнської Ради Церков;
- членом Наради керівників християнських церков України.

## Нагороди
- 2001 р. отримав подяку від Президента України Л. Кучми за сумлінну працю, значний особистий внесок у духовний розвиток Української Держави.
- 2003 р. нагороджений орденом «За заслуги» III ступеня.
- 2004 р. нагороджений Почесною грамотою та пам'ятним знаком Київського міського голови Олександра Омельченка «За вагомий особистий внесок у відродження духовності».
- 2006 р. отримав подяку та пам'ятний знак від Українського Біблійного Товариства за активну підтримку, участь у діяльності та вагомий внесок в історію Українського Біблійного Товариства.
- 2008 р. нагороджений орденом Ярослава Мудрого V ступеня.

## Творчі доробки
Автор перекладів з англійської на українську мову лютеранських богословських книг, зокрема творів Мартіна Лютера, Книги Злагоди (CONCORDIA). Автор блогу "УКРАЇНСЬКЕ ЛЮТЕРАНСТВО".